# Vernonia echitifolia
Vernonia echitifolia là một loài thực vật có hoa trong họ Cúc. Loài này được (ex de Candolle) Mart. ex DC. miêu tả khoa học đầu tiên năm 1836.